# ایبل (آلاباما)
ایبل (به انگلیسی: Abel) یک منطقهٔ مسکونی در ایالات متحده آمریکا است که در آلاباما واقع شده‌است. ایبل ۲۹۵٫۰۵ متر بالاتر از سطح دریا واقع شده‌است.